# Lettische Badmintonmeisterschaft 1985
Die Lettische Badmintonmeisterschaft 1985 fand in Riga statt. Es war die 22. Auflage der nationalen Titelkämpfe von Lettland im Badminton, zu dieser Zeit noch als Meisterschaft der Sowjetrepublik.

## Titelträger
| Disziplin    | Sieger                        |
| ------------ | ----------------------------- |
| Herreneinzel | Vladimirs Uļjanovs            |
| Dameneinzel  | Ginta Skrebele                |
| Herrendoppel | Aivars Tērauds Viktors Itkins |
| Damendoppel  | Ginta Skrebele Dita Reinholde |
| Mixed        | Viktors Itkins Ginta Skrebele |